# Japan Post Holdings
Japan Post Holdings Co., Ltd. (Japans 日本郵政株式会社) is een Japans staatsbedrijf. Het is actief op het gebied van de post en heeft verder financiële activiteiten als sparen en andere bankdiensten en verzekeringen.

## Activiteiten
Japan Post Holdings heeft drie belangrijke activiteiten.
- Japan Post, met als belangrijkste activiteit het bezorgen van post en pakketten.
  - Japan Post Network, verantwoordelijk voor de 24.000 postkantoren.

Het postbedrijf telt zo’n 24.000 kantoren verspreid over heel Japan. Net als in de rest van wereld kampt het postbedrijf met een teruglopend aanbod van briefpost door het toenemend gebruik van digitale post. In het gebroken boekjaar 2014, dat loopt tot eind maart 2014, leverde het 22 miljard poststukken af. Er werken zo’n 195.000 medewerkers bij dit bedrijfonderdeel.
- Japan Post Bank, bankactiviteiten.

Bij de bank werken circa 13.000 medewerkers en het levert de grootste bijdrage aan de winst van de groep. De bank levert aan de klanten veel financiële diensten waaronder spaarrekeningen en creditcards. Het geld wordt vooral uitgeleend aan de Japanse staat.
- Japan Post Insurance, verzekeringen.

Dit onderdeel telt zo’n 7000 werknemers en biedt vooral levensverzekeringen aan.

## Geschiedenis
In 2007 werd het bedrijf op afstand van de overheid geplaatst en ondergebracht in Japan Post Holdings. Het werd een naamloze vennootschap en de aandelen bleven in handen van de Japanse overheid.
Op 4 november 2015 zijn het postbedrijf, de bank en het verzekeringsbedrijf naar de beurs gegaan. Het was de grootste beursgang sinds jaren en de staat haalde $ 11,5 miljard op. Na de beursgang houdt de overheid nog steeds 90% van de aandelen in handen.